# Ulf Brantås
Ulf Mikael Brantås, född 6 mars 1957 i Vänersborg i Västergötland, är en svensk regissör och filmfotograf.
Brantås debuterade som filmfotograf 1985 och har medverkat i ett 30-tal produktioner.

## Filmografi

### Foto
- 1985 – Festen
- 1985 – Skymningsjägare
- 1987 – Intill den nya världens kust
- 1989 – Kvinnorna på taket
- 1989 – Vinden
- 1990 – Blankt vapen
- 1991 – Band som söker basist
- 1991 – Grodlarven
- 1992 – Minnen från Kaldabanan
- 1996 – Harry & Sonja
- 1997 – Bara prata lite
- 1997 – Dokument rörande filmregissören Roy Andersson
- 1997 – Tigerhjärta
- 1998 – Fucking Åmål
- 1998 – Den 8:e sången
- 1999 – Raymond - sju resor värre
- 2000 – Tillsammans
- 2001 – Anja
- 2001 – Switch Off
- 2002 – Lilja 4-ever
- 2002 – Ytan
- 2003 – Om jag vänder mig om
- 2003 – Satungen
- 2003 – Älskade du
- 2004 – Hawaii, Oslo
- 2004 – May 33rd
- 2005 – To the Ends of the Earth (TV-serie)
- 2006 – Bradford Riots
- 2006 – Low Winter Sun
- 2006 – Sweeney Todd
- 2007 – Stuart: A Life Backwards
- 2009 – 10 Minute Tales (TV-serie)
- 2009 – Svindlande höjder
- 2010 – Rob and Valentyna in Scotland
- 2010 – Single Father (TV-serie)
- 2011 – Happy End
- 2012–2017 – Inspector George Gently (TV-serie)
- 2012 – Treasure Island
- 2012–2013 – Whitechapel (TV-serie)
- 2013 – Vi är bäst!
- 2013–2014 – Barnmorskan i East End (TV-serie)
- 2015 – 100 Code (TV-serie)
- 2017 – The Wife
- 2019 – Störst av allt (TV-serie)
- 2020 – Kärlek & anarki (TV-serie)
- 2022 – The Playlist (TV-serie)

### Regi
- 1992 – Minnen från Kaldabanan
- 1997 – Eldsjälar

## Priser och utmärkelser
- 1989 – European Film Awards, för "bästa foto" i Kvinnorna på taket
- 1998 – Guldhatten
- 1999 – Brothers Manaki International Film Festival, juryns specialpris för Fucking Åmål
- 2003 – Guldbaggen, för "bästa foto" i Lilja 4-ever
- 2003 – Harares filmfestival, för "bästa foto" i Lilja 4-ever
- 2006 – nominerad vid BAFTA Awards, för "bästa foto" i To the Ends of the Earth
- 2011 – San Sebastiáns filmfestival, för "bästa foto" i Happy End
- 2012 – nominerad vid Primetime Emmy Awards, för "bästa foto" i Treasure Island